# Natalina reenenensis
Natalina reenenensis  (англ.) — вид редких хищных лёгочных улиток из семейства Rhytididae (Rhytidoidea, Stylommatophora, Gastropoda). Эндемики Южной Африки. Встречаются на высотах 1500—1800 м. Диаметр ракушки до 32 мм (радула до 22 мм). Вид назван по имени типовой местности, где обнаружены типовая серия (Van Reenen, Квазулу-Натал, Южная Африка).
.